# Photocourant
 (mai 2023).
Si vous disposez d'ouvrages ou d'articles de référence ou si vous connaissez des sites web de qualité traitant du thème abordé ici, merci de compléter l'article en donnant les références utiles à sa vérifiabilité et en les liant à la section « Notes et références ».
Le photocourant est le courant électrique traversant un photodétecteur (par exemple une photodiode) qui résulte de l'exposition de ce dernier à une source lumineuse. Il se définit par opposition au courant d'obscurité, le courant circulant dans le photodétecteur même lorsque celui-ci n'est pas illuminé. Le courant total circulant dans un photodétecteur illuminé est donc la somme du photocourant, produit par l'exposition, et du courant d'obscurité.
Le photocourant peut être le résultat de différents effets, effet photovoltaïque, photoconductivité ou encore effet photoémissif.